# Harvikadammen
Harvikadammen är en sjö i Östhammars kommun i Uppland och ingår i Norrströms huvudavrinningsområde. Sjön är 4,1 meter djup, har en yta på 1,06 kvadratkilometer och är belägen 32,9 meter över havet. Sjön avvattnas av vattendraget Dalån.

## Delavrinningsområde
Harvikadammen ingår i det delavrinningsområde (667238-161392) som SMHI kallar för Utloppet av Harvikadammen. Medelhöjden är 47 meter över havet och ytan är 12,81 kvadratkilometer. Räknas de 3 avrinningsområdena uppströms in blir den ackumulerade arean 57,04 kvadratkilometer. Dalån som avvattnar avrinningsområdet har biflödesordning 4, vilket innebär att vattnet flödar genom totalt 4 vattendrag innan det når havet efter 140 kilometer. Avrinningsområdet består mestadels av skog (81 procent). Avrinningsområdet har 1,1 kvadratkilometer vattenytor vilket ger det en sjöprocent på 8,2 procent.